# 月見草屬
月見草屬又称待宵草、晚櫻草，屬於柳葉菜科的植物。因為本屬植物大多數只在夜晚開花、白天凋謝，所以又名「Evening Primrose」。属名Oenothera源于希腊语oinos（酒）和therao（猎取）的合成词，指根可以用来酿酒。
该属约有125个物种。多在光照良好且疏水性好的土壤，比如朝阳山坡和沙漠，海边的沙滩。

## 形态
多年生草本。茎直立，被毛；基生叶丛生，有柄；茎生叶互生，有短柄或无柄，条状披针形，两边有白色短柔毛，边缘有疏锯齿；夏季开黄色花，单生于叶腋，夜开晨闭；圆柱形蒴果，略具四棱。
花多为白色，黄色或粉色，常常有香味。

## 分布
原產於美國南部、墨西哥和中美洲地區，中国东北和山东、江苏等地有栽培，或野生在河畔的沙地上。

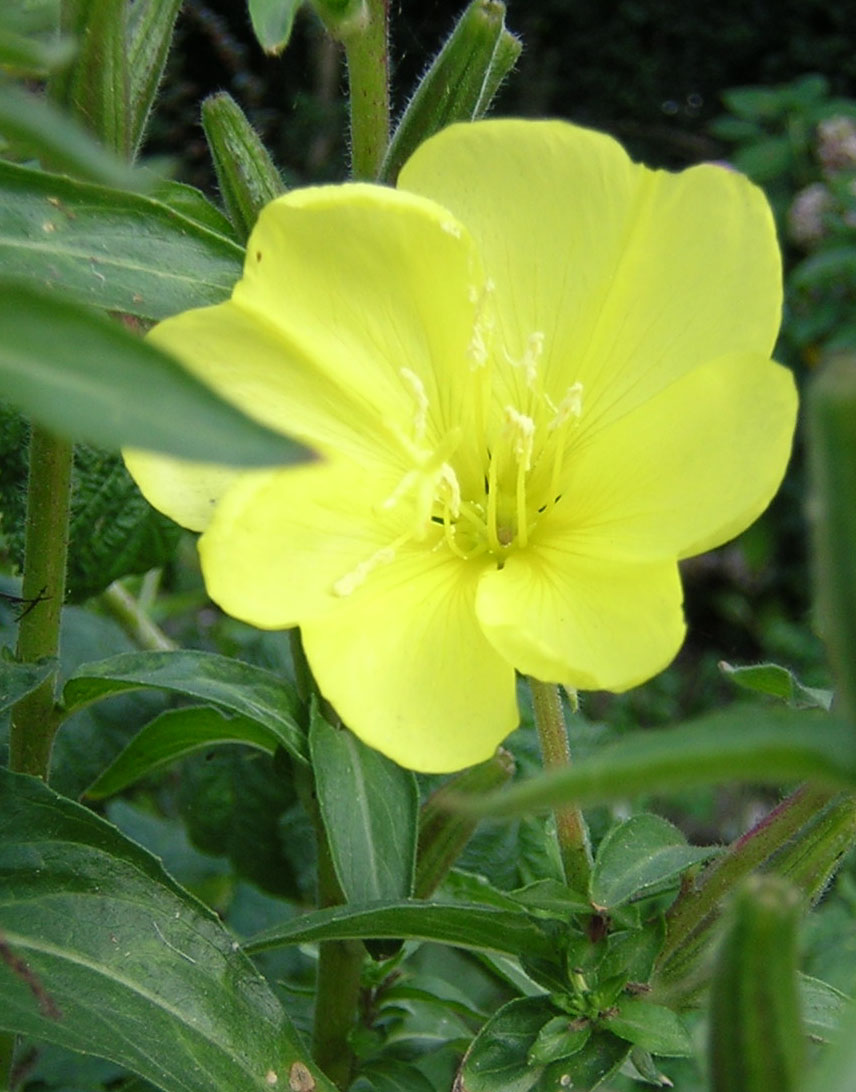
栽培於英格兰的月見草

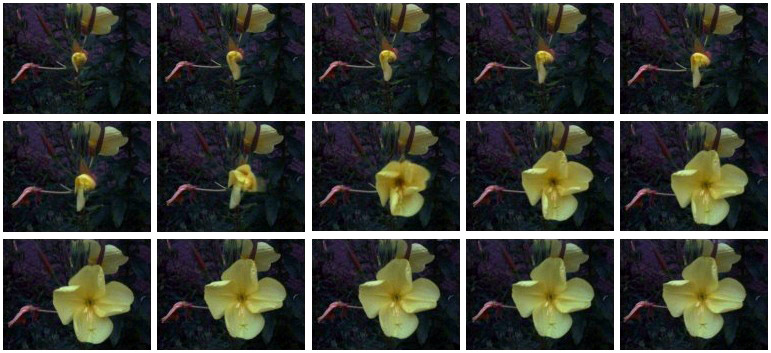
月见草花朵的开放过程，摄於美国宾夕法尼亚州

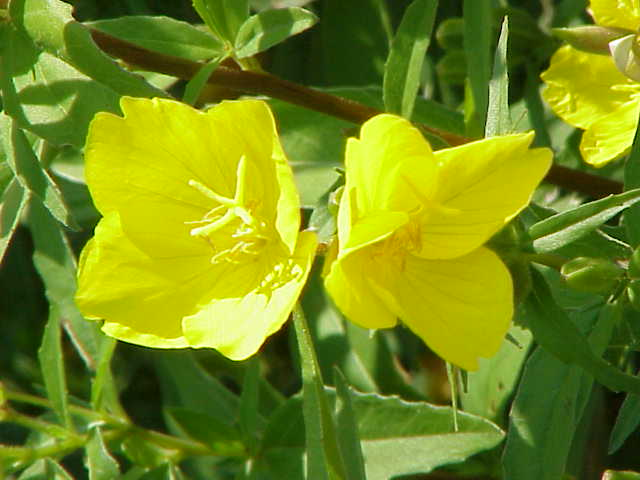
月见草的十字形柱头近观

## 下属物种
本属包括以下物种：

## 用途
月见草属植物有可食用的部分。据传美丽月见草的幼根可食。
市场上宣称月见草油有治疗癌症的功效，但根据美国癌症协会资料，并无明显证据显示有此功效：“亚麻酸及富含亚麻酸的保健品（如月见草油）均被证实并无预防疾病或保健作用。”
2013年8月，Cochrane 发表的荟萃分析文章发现月见草油和琉璃苣油对湿疹治疗无效。